# Lubuk Mayan
Lubuk Mayan is een bestuurslaag in het regentschap Bungo van de provincie Jambi, Indonesië. Lubuk Mayan telt 1076 inwoners (volkstelling 2010).